# Красный (Камчатский край)
Кра́сный — посёлок в Елизовском районе Камчатского края России. Входит в состав Новоавачинского сельского поселения.

## География
Расстояние до районного центра (Елизово) — 5 км.
Расстояние до краевого центра (Петропавловск-Камчатский) — 15 км.
Расстояние до ближайшего аэропорта — 5 км.

## История
Посёлок образован в 1942 году и получил наименование 21-й км — по своему расположению на 21-м км шоссе Петропавловск-Камчатский — Елизово. Переименован в 1959 году по месту нахождения вдоль ручья Красного.

## Население
| 2002 | 2010 | 2012 | 2013 | 2015 | 2016 | 2018 |
| ---- | ---- | ---- | ---- | ---- | ---- | ---- |
| 642  | ↗722 | ↗724 | ↗752 | ↗827 | ↘789 | ↗840 |
| 2020 |      |      |      |      |      |      |
| ↗891 |      |      |      |      |      |      |

### Национальный состав
По данным переписи 2010 года, в посёлке проживало 722 человека: 472 мужчины (65,4 %) и, соответственно, 250 женщин (34,6 %).

## Улицы
| - ул. Восточная, - ул. Вулканная, - ул. Почтовая, - пер. Северный, | - ул. Совхозная, - ул. Сопочная, - ул. Шоссейная. |